# Марс Хил (Мејн)
Марс Хил (енгл. Mars Hill) насељено је место без административног статуса у америчкој савезној држави Мејн.

## Демографија
По попису из 2010. године број становника је 980.
| Група             | 2000.    | 2010.       |
| Белци             | 0 (0,0%) | 946 (96,5%) |
| Афроамериканци    | 0 (0,0%) | 3 (0,3%)    |
| Азијати           | 0 (0,0%) | 2 (0,2%)    |
| Хиспаноамериканци | 0 (0,0%) | 7 (0,7%)    |
| Укупно            | 0        | 980         |